# Särskilt ömmande omständigheter
Särskilt ömmande omständigheter (för barn) är, och synnerligen ömmande omständigheter (för vuxna) var, undantagsbestämmelser i den svenska utlänningslagen som ger en utlänning rätt till uppehållstillstånd även om denna inte är flykting, alternativt skyddsbehövande eller skyddsbehövande i övrigt. För barn sänktes kriterierna till särskilt ömmande omständigheter sedan juli 2014, medan det för vuxna fortfarande krävs synnerligen ömmande omständigheter.
Särskilt ömmande omständigheter har tagits bort som humanitära asylskäl för vuxna sedan 1 december 2023. Ett exempel på skäl för uppehållstillstånd kunde vara att personen lider av allvarlig sjukdom eller funktionsnedsättning. Synnerligen ömmande omständigheter kunde också uppstå genom lång vistelse i Sverige. Den del av invandringen till Sverige som skedde genom denna bestämmelse brukar kallas för humanitär invandring och de som invandrade för humanitärinvandrare. Möjligheten att utnyttja undantaget begränsades också 1996 då begreppet ersatte det som tidigare kallades humanitära skäl och de facto-flyktingar.

## Lagtext
| ”                                       | Om uppehållstillstånd inte kan ges på annan grund, får tillstånd beviljas en utlänning om det vid en samlad bedömning av utlänningens situation föreligger sådana synnerligen ömmande omständigheter att han eller hon bör tillåtas stanna i Sverige. Vid bedömningen skall särskilt beaktas utlänningens hälsotillstånd, anpassning till Sverige och situation i hemlandet. | „ |
| – 5 kap. 6 § utlänningslagen (2005:716) | |   |

 Upphörde 1 november 2023.
| ”                                       | För barn får uppehållstillstånd enligt första stycket beviljas om omständigheterna är särskilt ömmande. | „ |
| – 5 kap. 6 § utlänningslagen (2014:433) | |   |

## Tidigare benämningar
Undantagsbestämmelsen har bytt namn flera gånger genom åren:
- Tillägg om Särskilt ömmande omständigheter för barn (2014–07-01-)
- Synnerligen ömmande omständigheter (2006–2014)
- Humanitära skäl (1997–2006)
- De facto-flykting (1989–1997)

## Vägledande avgöranden
- MIG 2009:8 - Synnerligen ömmande omständigheter har inte ansetts föreligga för ett ensamkommande barn utan anhöriga i Sverige.
- MIG 2008:9 - Läkarintyg med diagnos posttraumatiskt stressyndrom mm ansågs vara synnerligen ömmande omständigheter.